# Elkie Brooks
Pour les articles homonymes, voir Brooks.
Elkie Brooks (née Elaine Bookbinder, 25 février 1945 à Broughton, Salford) est une chanteuse anglaise, d'abord avec le groupe Vinegar Joe,  puis en carrière solo.